# Пампкин Сентер (Северна Каролина)
Пампкин Сентер (енгл. Pumpkin Center) насељено је место без административног статуса у америчкој савезној држави Северна Каролина.

## Демографија
По попису из 2010. године број становника је 2.222, што је 6 (-0,3%) становника мање него 2000. године.
| Група             | 2000.         | 2010.         |
| Белци             | 1.485 (66,7%) | 1.424 (64,1%) |
| Афроамериканци    | 425 (19,1%)   | 385 (17,3%)   |
| Азијати           | 74 (3,3%)     | 74 (3,3%)     |
| Хиспаноамериканци | 144 (6,5%)    | 225 (10,1%)   |
| Укупно            | 2.228         | 2.222         |